# Kether Donohue
Kether Donohue, de son vrai nom Kether Fernandez, est une actrice américaine née en 1985 à New York. Elle est notamment connue pour le rôle de Lindsay Jillian-Cottumaccio dans la série télévisée You're the Worst.

## Biographie

### Jeunesse
Kether Fernandez est née à New York et est d'origines cubaine et espagnole du côté de son père. Lorsqu'elle signe avec un agent à l'âge de 7/8 ans, il lui est conseillé d'utiliser le nom de famille de sa mère, Donohue, pour sa carrière. Elle est diplômée de l'université Fordham de New York.

### Carrière
Kether Donohue commence sa carrière en tant que comédienne de doublage en 1999 en prêtant sa voix au personnage Mirabelle Haywood dans la série d'animation japonaise Magical DoReMi. Elle enchainera le doublage de plusieurs séries d'animations, principalement japonaises, dont Mew Mew Power ou encore Pokémon : Diamant et Perle.
En 2003, elle commence sa carrière d'actrice en jouant dans le téléfilm Saving Jason, puis en 2005, elle décroche son premier rôle d'invitée dans une série télévisée en apparaissant dans deux épisodes de La Star de la famille.
En 2007, elle décroche son premier rôle au cinéma dans le film indépendant Over the GW.
En 2012, elle est le personnage principal du film d'horreur The Bay, puis elle joue dans la scène d'introduction de la comédie The Hit Girls.
Depuis 2014, elle joue Lindsay Jillian-Cottumaccio, l'un des personnages principaux de la série télévisée You're the Worst, diffusée sur la chaine FX puis sur FXX.
En 2016, elle interprète Jan dans Grease: Live !, la nouvelle adaptation de la comédie musicale Grease. Mais au lieu d'être un simple téléfilm, cette adaptation a été jouée en live devant un public une seule et unique fois tout en étant diffusée à la télévision.

## Filmographie

### Cinéma
- 2007 : Over the GW de Nick Gaglia : Sofia Serra
- 2009 : New York Lately de Gary King : Pam
- 2009 : Aaron Bacon de Nick Gaglia : Carrie
- 2010 : Boy Wonder de Michael Morrissey : Lizzy
- 2012 : Altered States of Plaine de Nick Gaglia : Violet
- 2012 : The Bay de Barry Levinson : Donna
- 2012 : The Hit Girls (Pitch Perfect) de Jason Moore : Alice
- 2015 : Pitch Perfect 2 de Elizabeth Banks : Alice (caméo)
- 2015 : Collar de David Wilson : Debbie
- 2015 : Opening Night de Isaac Rentz : Eileen

### Télévision
| Années    | Titre                     | Rôle                        | Notes                                     |
| --------- | ------------------------- | --------------------------- | ----------------------------------------- |
| 2003      | Saving Jason              | Erin                        | Téléfilm                                  |
| 2005      | La Star de la famille     | Madison Melville            | 2 épisodes (saison 2)                     |
| 2009      | Royal Pains               | Ali                         | Le fils du sénateur (saison 1, épisode 3) |
| 2010      | Open Books                | Caitlyn                     | Téléfilm                                  |
| 2011      | Perfect Couples (en)      | Dottie                      | 2 épisodes (saison 1)                     |
| 2012      | Ringer                    | La serveuse                 | Qui es-tu ? (saison 1, épisode 11)        |
| 2012      | I Just Want My Pants Back | Sara                        | Le monde est petit (saison 1, épisode 12) |
| 2013      | High Maintenance          | Annie                       | Dinah (saison 1, épisode 7)               |
| 2013      | The Carrie Diaries        | Une femme                   | Crise d'Identité (saison 1, épisode 11)   |
| 2014-2019 | You're the Worst          | Lindsay Jillian-Cottumaccio | Personnage principal                      |
| 2016      | Grease: Live !            | Jan                         | Téléfilm live                             |
| 2018      | LA to Vegas               | Meghan                      | 2 épisodes (saison 1)                     |
| 2018      | Champions                 | Denise                      | Chère grand-mère (saison 1, épisode 6)    |

## Doublages

### Longs-métrages
- 2002 : L'Enfant qui voulait être un ours de Jannik Hastrup : l'oursonne jeune
- 2007 : Tamagotchi, le film de Jōji Shimura : Makiko / Usatchi

### Séries d'animations
- 1999 : Magical DoReMi :  Mirabelle Haywood
- 2002 à 2003 : Piano : Shinohara
- 2002 : Mew Mew Power : Kiki Benjamin
- 2004 : Munto : Arine / Suzume Imamura
- 2005 : Ah! My Goddess : Skuld
- 2006 : Kappa Mikey : Lily
- 2006 : Winx Club : Tressa
- 2007 : Dinosaur King : Zoe Drake / Chomp
- 2008 : Joe vs. Joe : Kuroki
- 2008 à 2010 : Pokémon : Diamant et Perle : Candice / Autumn /Lila
- 2009 : Kurokami : Makana
- 2009 : Yu-Gi-Oh! 5D's : Angela Rains
- 2016 : Roi Julian ! L'Élu des lémurs : Brosalind